# Морф, Генрих (педагог)
Генрих Морф (6 сентября 1818, Брейте около Цюриха — 28 февраля 1899, Винтертур) — швейцарский учёный-педагог, преподаватель и научный писатель. Был последователем идей Песталоцци.
Родился в семье фермеров. В 1835—1837 годах учился в семинарии в Кюснахте, с 1850 года преподавал в семинарии в Креуцлингене, с 1852 до 1869 года был директором семинарии в Мюнхенбуксе. С 1854 по 1860 год вёл политическую борьбу в кантоне Берн со сторонниками консервативных традиций в образовании, но в 1860 году, как и другие преподаватели либеральных взглядов, подвергся преследованиям по политическим причинам со стороны радикалов и был отстранён от работы. С 1871 года и до конца своей жизни преподавал в сиротском приюте в Винтертуре.
Основные труды: «Zur Biographie Pestalozzis» (Винтертур, 1868—1889; главный его труд), «Der Sprachunterricht in der Volksschule» (Берн, 1857), «John Milton» (Винтертур, 1869), «Adalbert v. Chamisso» (1869), «Friedrich Fröbel und der Kindergarten» (1870), «32 Jahre aus dem Leben eines Waisenvaters» (Билефельд, 1865; автобиографического содержания).